# Estela dels voltors
L'Estela dels voltors és una estela, o sigui un monòlit en forma de pilar o de làpida que té una funció commemorativa, amb una sèrie de gravats sobre de la victòria del rei Eannatum I de Lagash sobre Umma, a finals del període dinàstic arcaic. Es va fer cap a 2450 aC. Està feta de pedra calcària i fa uns 1,8 metres d'alt. Està decorada pels dos costats. Eannatum, vencé al rei d'Umma, cosa que va posar a Lagash en una posició hegemònica a Sumer. Aquesta estela és el document historiogràfic més antic que es coneix i el primer monument de guerra. Va ser descoberta l'any 1881 a Ngirsu (la moderna Telloh) a l'Iraq per Édouard de Sarzec. El nom d'aquesta estela ve del fet que s'hi representen voltors i llops devorant els cadàvers dels vençuts.